# 4895 Ембла
4895 Ембла (4895 Embla) — астероїд головного поясу, відкритий 13 жовтня 1986 року.
Тіссеранів параметр щодо Юпітера — 3,507.